# Edythe Turnham
Edythe Turnham (* 24. März 1890 als Edythe Payne in Topeka, Kansas; † 2. Oktober 1950 in Los Angeles, Kalifornien) war eine US-amerikanische Jazzmusikerin (Piano) und Bandleaderin. Ab Ende der 1920er Jahre wurde sie mit den Knights of Syncopation bekannt.

## Karriere
Edythe Turnham begann als Dreijährige mit dem Klavierspiel. Im Alter von 10 Jahren war sie die Pianistin in einer Gruppe fahrender Musiker, die in und um Spokane auftrat, und zu denen auch ihr Vater und eine weitere Schwester zählten. Dort tourte Turnham auch als Solistin, was sie nach dem Umzug der Familie ebenfalls in Seattle tat, spielte zusätzlich Klavier für eine Tanzschule. Turnham gründete die Band Knights of Syncopation, mit der sie im Sommer 1928 eine Tournee zu den Bühnen des Theater-Betreibers Orpheum Circuits in Kanada unternahm. Über den Besitzer einer anderen Theater-Kette, Alexander Pantages, gelangte Turnham mit ihrer Band in den 1930er Jahren nach Los Angeles, die dort unter dem Namen Dixie Aces auftrat. Einige der Musiker der Gruppe arbeiteten zudem für die Studiobands der lokalen Radiosender (WFWB, WFOX und KGFJ).
Duke Ellington soll sie um 1934 im Jazzland Café gehört haben und wird mit der Aussage zitiert: „Mädchen, du kannst spielen, keine Frage.“ An anderer Stelle wurde Turnham als weibliches Gegenstück zum Kornettisten Buddy Bolden bezeichnet. Der Trompeter Teddy Buckner (1909–1994) gehörte eine Zeitlang zu den Syncopations.
Edythe heiratete Floyd Turnham Sr. circa 1907. Aus der Verbindung gingen zwei Kinder hervor. Ihr Sohn Floyd Turnham Jr. (1909–1991) kam mit 15 Jahren zu den Knights of Syncopation. Ab den 1940er Jahren ging er eigene Wege unter anderem mit Les Hite und seiner Band.
Der Tod ihres Mannes 1936 war für Turnham ein tiefer Einschnitt. Sie spielte noch bis ungefähr 1945, unter anderem in Nachtclubs in Los Angeles, erkrankte dann an Diabetes, was laut Floyd Jr. mit zu ihrem Tod führte.